# Proserpinus juanita
Proserpinus juanita (esfinge Juanita) es una polilla de la familia Sphingidae.
Se extiende desde las praderas del sur de Manitoba, Saskatchewan y Alberta al sur a través de las Grandes Llanuras hasta el norte de México. En Alberta, (Canadá) se ha recolectado en la región del parque nacional de Grasslands, en las áreas de Lethbridge y Drumheller, desde el sur de Dakota del Norte hasta Arizona y por el este hasta Misuri y Texas.

## Descripción

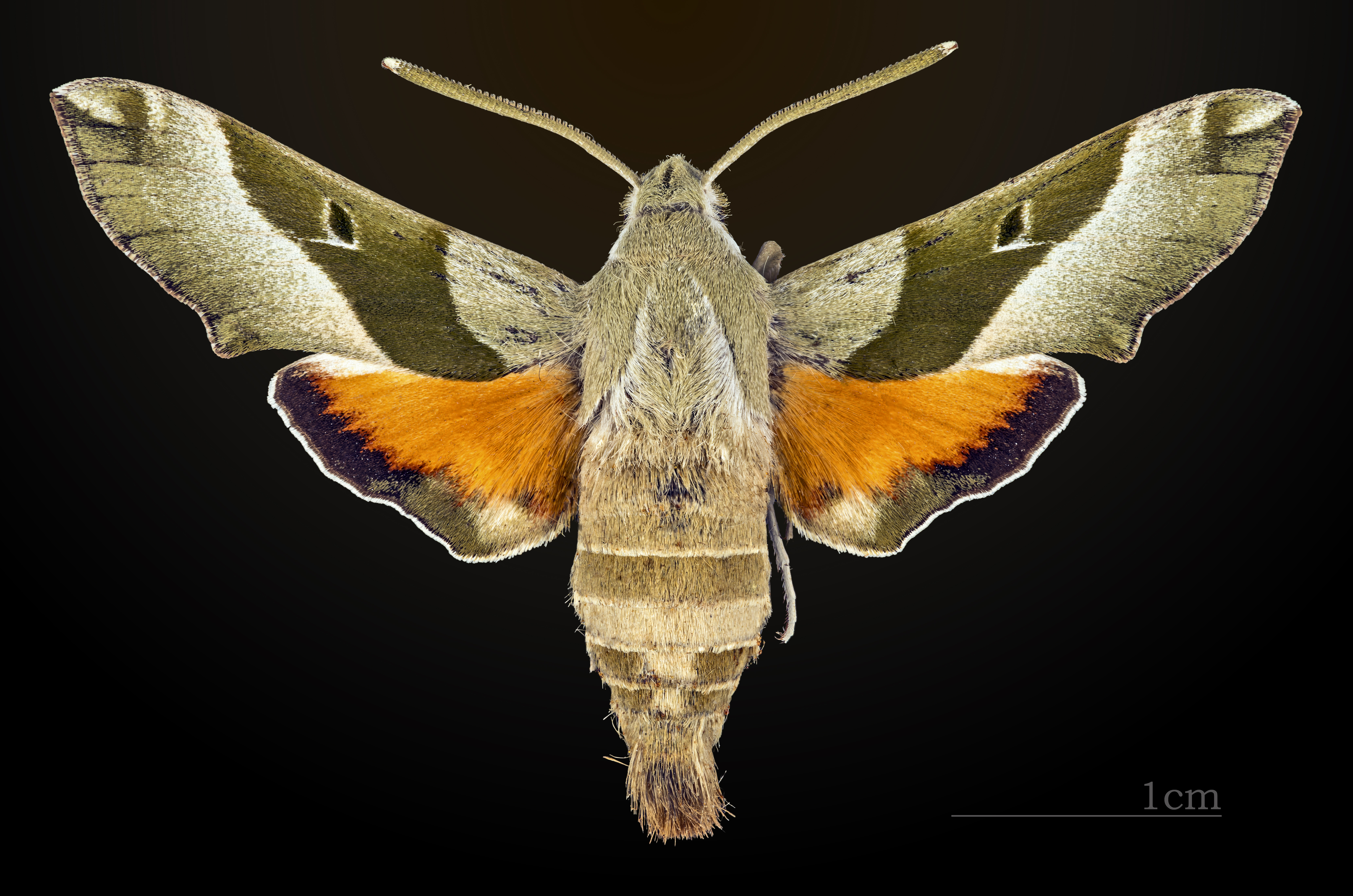
Dorsal MHNT
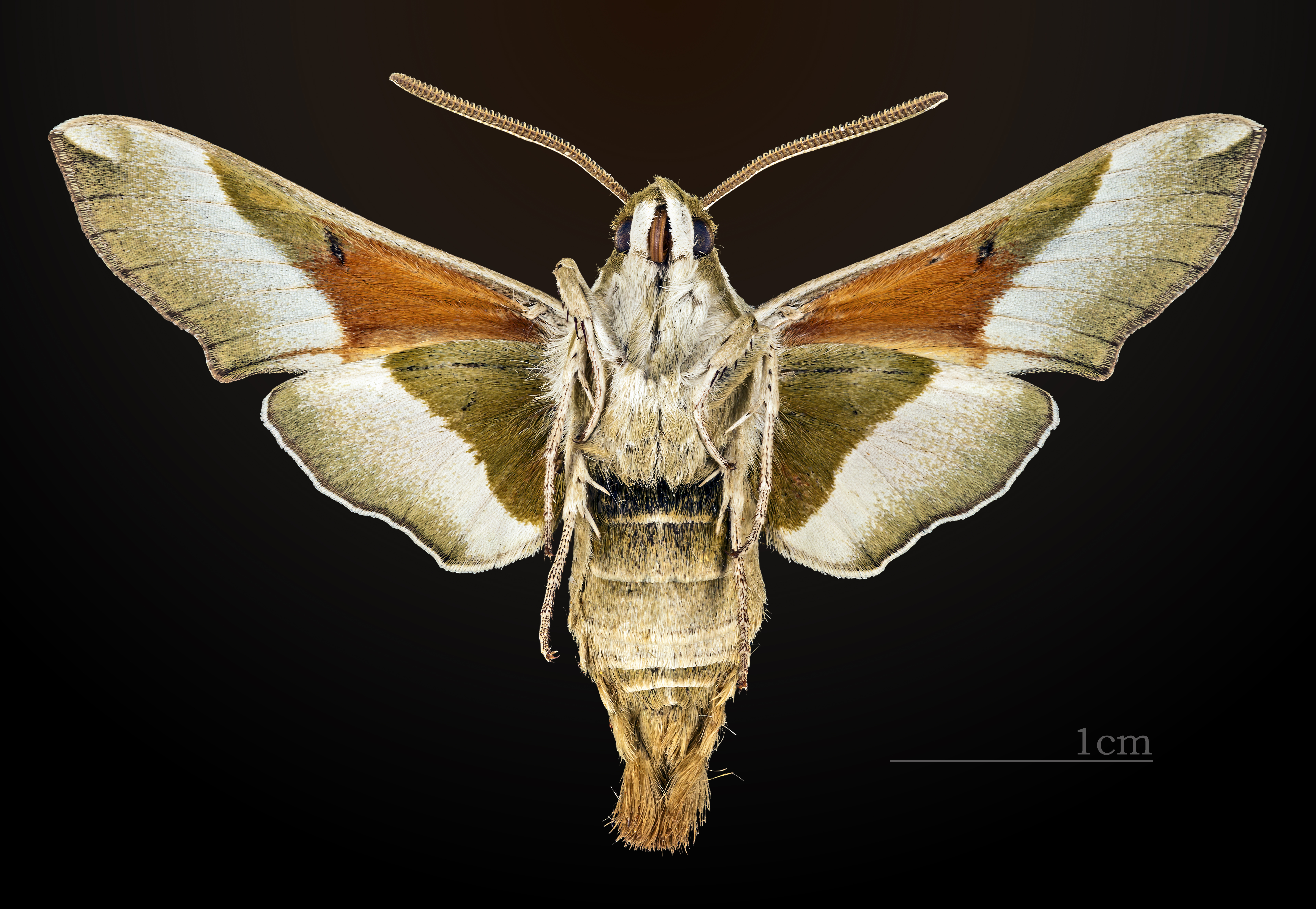
Ventral MHNT

## Biología
Las larvas se alimentan de especies de Onagraceae, incluyendo especies de Oenothera, Gaura y Epilobium.